# ويلسون كونتريرز
ويلسون كونتريرز (بالإسبانية: Wilson Contreras)‏ هو لاعب كرة قدم تشيلي، ولد في 5 أكتوبر 1967 في فالينار في تشيلي. لعب مع هواتشيباتو.

## وصلات خارجية
- ويلسون كونتريرز على موقع الاتحاد الدولي (مؤرشف)  (الإنجليزية)
- ويلسون كونتريرز على موقع قاعدة بيانات كرة القدم.إي يو (الإنجليزية)
- ويلسون كونتريرز على موقع ناشيونال فوتبول تيمز (الإنجليزية)